# Литлвуд, Джон Идензор
Джон И́дензор (Иденсор) Ли́тлвуд (англ. John Edensor Littlewood; 9 июня 1885, Рочестер, Кент, Великобритания — 6 сентября 1977, Кембридж, Великобритания) — английский математик.

## Биография
Литлвуд учился в школе Святого Павла в Лондоне, одним из его преподавателей был Ф. С. Маколей, известный своим вкладом в теорию идеалов. Затем он учился в Тринити-колледже в Кембридже и был признан лучшим выпускником (англ. Senior Wrangler) 1905 года. Он стал сотрудником факультета (англ. Fellow of Trinity College) в 1908 году, и вся его карьера, за исключением трёх лет преподавания в университете Манчестера, прошла в Кембридже. Литлвуд стал профессором математики этого университета в 1928 году и ушёл в отставку в 1950 году.
Литлвуд был членом Королевского общества с 1916 года, получив в течение жизни Королевскую медаль (Royal Medal, 1929), медаль Сильвестра (Sylvester Medal, 1943) и медаль Копли (1958). Был президентом Лондонского математического общества с 1941 по 1943 год, награждён медалью де Моргана (De Morgan Medal) в 1938 году и премией Бервика (Senior Berwick Prize) в 1960 году.
Основные работы самого Литлвуда относятся к математическому анализу и теории чисел. Ещё в молодости он показал, что если гипотеза Римана верна, то верна и теорема о распределении простых чисел. Также многие его работы относятся к той области математики, что позднее стала называться теорией динамических систем.
Большинство работ Литлвуд выполнил в соавторстве с Г. Х. Харди. Они сформулировали первую и вторую гипотезы Харди — Литлвуда, которые относятся к оценкам распределений простых чисел. Литлвуд проявил себя как талантливый педагог, его книга «Неравенства», написанная вместе с Харди и Пойей, стала классической. Также он внёс вклад в популярную математику.
Из его учеников наиболее известны С. Рамануджан и П. Свиннертон-Дайер.

## Книги на русском языке
- Харди Г. Г., Литлвуд Дж. Е., Пойа Г. Неравенства. — М.: ИЛ, 1948
- Литлвуд Дж. Е. Математическая смесь. — М.: Наука, 1990